# Hopliopsis fulvovestita
Hopliopsis fulvovestita är en skalbaggsart som beskrevs av Blanchard 1850. Hopliopsis fulvovestita ingår i släktet Hopliopsis och familjen Melolonthidae. Inga underarter finns listade i Catalogue of Life.